# Les Lumières du faubourg
Pour plus de détails, voir Fiche technique et Distribution.
Les Lumières du faubourg (Laitakaupungin valot) est un film finlandais réalisé par Aki Kaurismäki, sorti en 2006.

## Synopsis
Le film se passe dans les faubourgs de Helsinki.
Koistinnen est agent de surveillance. Après son service, il va manger un sandwich dans une caravane tenue par une brune qui est éprise de lui ; malheureusement, il ne le remarque pas. Il rencontre alors une blonde qui se sert de lui pour commettre un vol. Koistinnen s'en aperçoit juste à temps, mais ne fait rien pour éviter la prison ; il se fait donc enfermer. À sa sortie, il lui est difficile de trouver un nouvel emploi. Cependant, il réussit à obtenir une place dans un restaurant. Là, il recroise la jeune femme blonde en compagnie de son petit ami. Ils le dénoncent à son employeur, et il est renvoyé.
Koistinnen va essayer de tuer l'ami de la blonde, mais il n'y parvient pas. Les hommes de main lui fichent une trempe quelque part dans un faubourg du port d'Helsinki. La brune vient lui tendre une main secourable. Le film s'achève sur une chanson d'Olavi Virta.

## Fiche technique
- Titre : Les Lumières du faubourg
- Titre original : Laitakaupungin valot
- Réalisation : Aki Kaurismäki
- Scénario : Aki Kaurismäki
- Production : Aki Kaurismäki
- Photographie : Timo Salminen
- Montage : Aki Kaurismäki
- Décors : Markku Pätilä
- Costumes : Outi Harjupatana
- Pays d'origine :  Finlande -  France -  Allemagne
- Format : couleur - 1,85:1 - Dolby Digital - 35 mm
- Genre : comédie dramatique
- Durée : 78 minutes
- Dates de sortie :
  - Finlande : 3 février 2006
  - France : 25 octobre 2006

## Distribution
| - Janne Hyytiäinen : Koistinen - Maria Heiskanen : Aila - Maria Järvenhelmi : Mirja - Ilkka Koivula : Lindholm - Aarre Karén : le directeur du foyer - Tommi Korpela : le conférencier - Matti Onnismaa : le chef d'équipe | - Juhani Niemela : l'inspecteur - Kati Outinen : la caissière du supermarché - Sulevi Peltola : contremaître - Silu Seppälä : le vandale - Pertti Sveholm : l'inspecteur - Heikki Heimo : le barman - Svante Korkiakoski : le directeur de la banque |

## Distinctions
- Jussi du meilleur film